# Ricardo Mosquera Eastman
Ricardo Mosquera Eastman (* 18. Oktober 1918 in Buenos Aires; † 20. Juni 1982 ebenda) war ein argentinischer Schriftsteller, Kritiker und Diplomat.

## Leben
Ricardo Mosquera Eastman war der Sohn von María Esther Eastman und Florencio A. Mosquera Kelty. Er studierte bis 1943 Rechtswissenschaft und Sozialwissenschaft an der Universidad de Buenos Aires. 1951 leitete er die Theaterschule des Instituto de Arte Moderno de Buenos Aires. 1955 leitete er die Tageszeitung La Nación. 1960 war er Botschafter in Jakarta, Indonesien.
Von 1961 bis 1963 war er Botschafter in Neu-Delhi, Indien. 1964 war er Professor für Verfassungs- und Verwaltungsrecht an der Universidad Nacional de La Plata. Von 1968 bis 1969 leitete er den Verlag Editorial Kraft S.A. in Buenos Aires.